# Калужовка
Калужовка (словац. Kalužovka) — річка в Словаччині, права притока Полгоранки, протікає в окрузі Наместово.
Довжина приблизно 2.8-3.6 км. Витік знаходиться в масиві Оравські Бескиди (геоморфологічна підодиниця Полгоранська Верховина; схил гори Клобасова) поблизу словацько-польського кордону — на висоті близько 835—840 метрів. Протікає територією села Оравська Полгора.
Впадає в Полгоранку на висоті приблизно 730—735 метрів.